# Cho Jun-ho (judoka)
Cho Jun-ho (in coreano: 조준호) (Pusan, 16 dicembre 1988) è un judoka sudcoreano, vincitore della medaglia di bronzo nella categoria fino a 66 kg alle Olimpiadi di Londra 2012..

## Palmarès
- Giochi olimpici

2012- Londra: bronzo nei 66kg.
- Campionati mondiali di judo

2011 - Parigi: bronzo nei 66kg.
- Campionati asiatici di judo

2011 - Abu Dhabi: bronzo nei 66kg.